# Furadeira mecânica
Uma furadeira mecânica é uma máquina operatriz derivada dos antigos tornos mecânicos. Estas máquinas, juntamente com o torno mecânico, deram origem a outras máquinas operatrizes como as fresadoras, e retíficas de cilindros.

## Componentes de uma furadeira
A furadeira é uma máquina especializada composta em geral de um cabeçote, chamado fuso, que põe em rotação uma ferramenta chamada broca. A ferramenta chamada broca é uma haste metálica confeccionada em metal duro muitas vezes produzido pelo processo de  sinterização composto de canais helicoidais que facilitam a saída de material erodido ou usinado do gume de corte para fora do furo, semelhante à um parafuso de Arquimedes. A broca penetra no metal ou outro material deixando um furo redondo e de dimensões precisas. Portanto, as furadeiras são máquinas operatrizes especializadas em fazer furos.

## Tipos de furadeiras
Existem diversos tipos de furadeiras, entre estas destacam-se as furadeiras horizontas, as furadeiras industriais, as furadeiras verticais, as furadeiras radiais, as furadeiras manuais, furadeiras eletro-pneumáticas automáticas e as furadeiras de avanço servo-acionadas.

## Furadeiras horizontais
A nomenclatura é auto explicativa. Estas máquinas estão montadas horizontalmente paralelas ao solo e fazem furos longitudinais paralelos ao solo também. Em geral são equipamentos de grandes dimensões que fazem furos de grande diâmetros em peças pesadas e de difícil manuseio, daí a necessidade de se utilizá-la no sentido horizontal.

## Furadeiras industriais

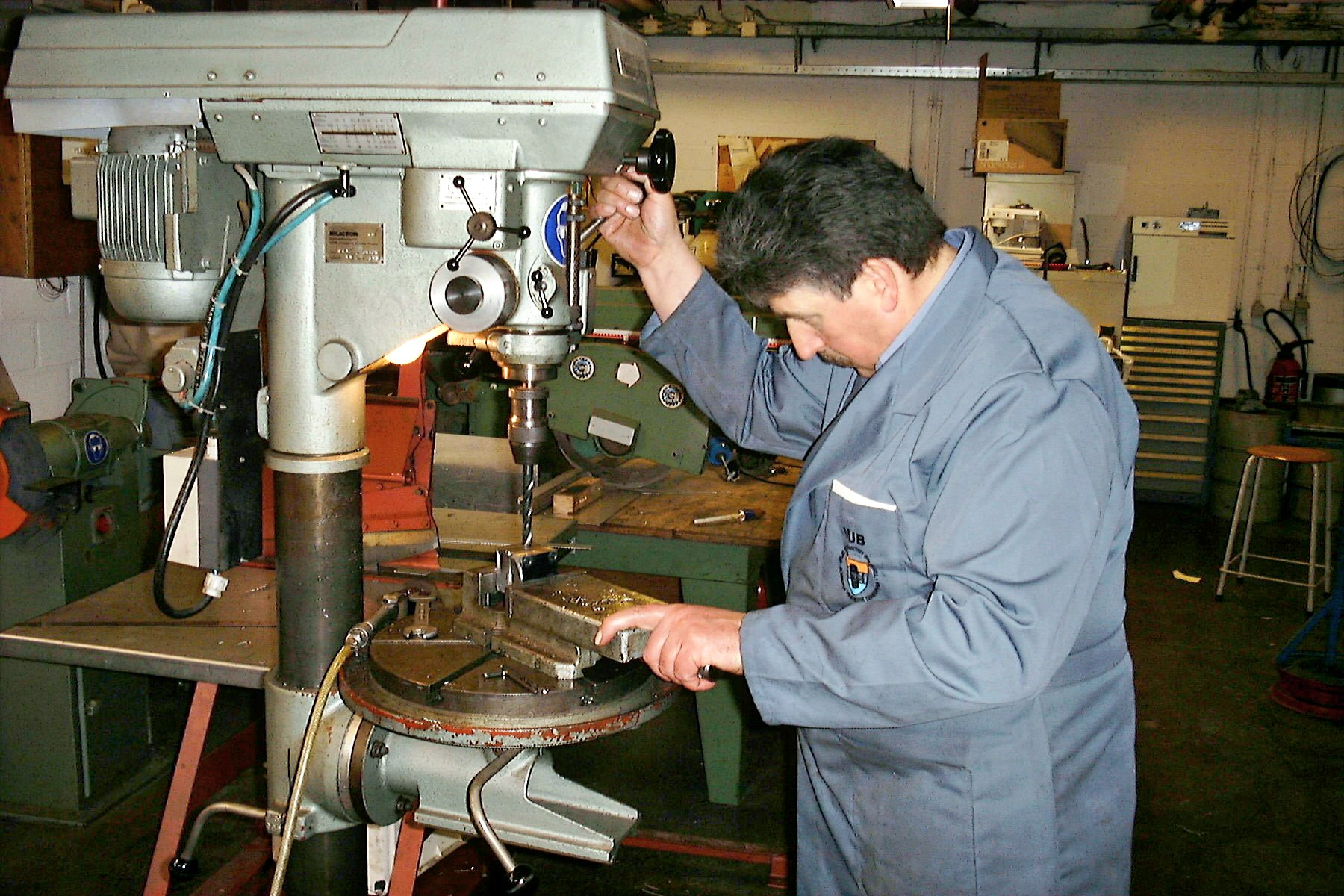
Furadeira Industrial

São máquinas de grande porte e com muitos recursos, em geral possuem mesas de fixação de peças que se incinam em diversos ângulos, além de serem mesas coordenadas. Em geral estas máquinas trabalham em três eixos, podendo fazer furos em quaisquer ângulos e posições.

## Furadeiras verticais
São as furadeiras mais comuns encontradas em geral em qualquer estabelecimento metalúrgico. São compostas de uma base de fixação das peças a serem furadas, esta pode ou não ter uma morsa e uma mesa de coordenadas de deslocamento e inclinação das peças a serem furadas em três eixos. É semelhante à furadeira industrial, a única diferença são os recursos e tamanho do aparelho.

## Furadeira radial
É uma máquina operatriz semelhante as fresadoras, possui um cabeçote móvel radialmente em 360 graus horizontais, além de ter suporte de ferramentas (brocas) com inclinação variável em 360 graus verticais. Em geral possui uma mesa de coordenadas em três eixos (x,y,z), além de ter inclinações da mesa em 180 graus. A furadeira radial é uma máquina indispensável na moderna indústria metalúrgica. Foi a partir das furadeiras radiais, dos tornos automáticos, e das fresadoras universais que surgiram os modernos centros de usinagens robotizados.

## Furadeira manual

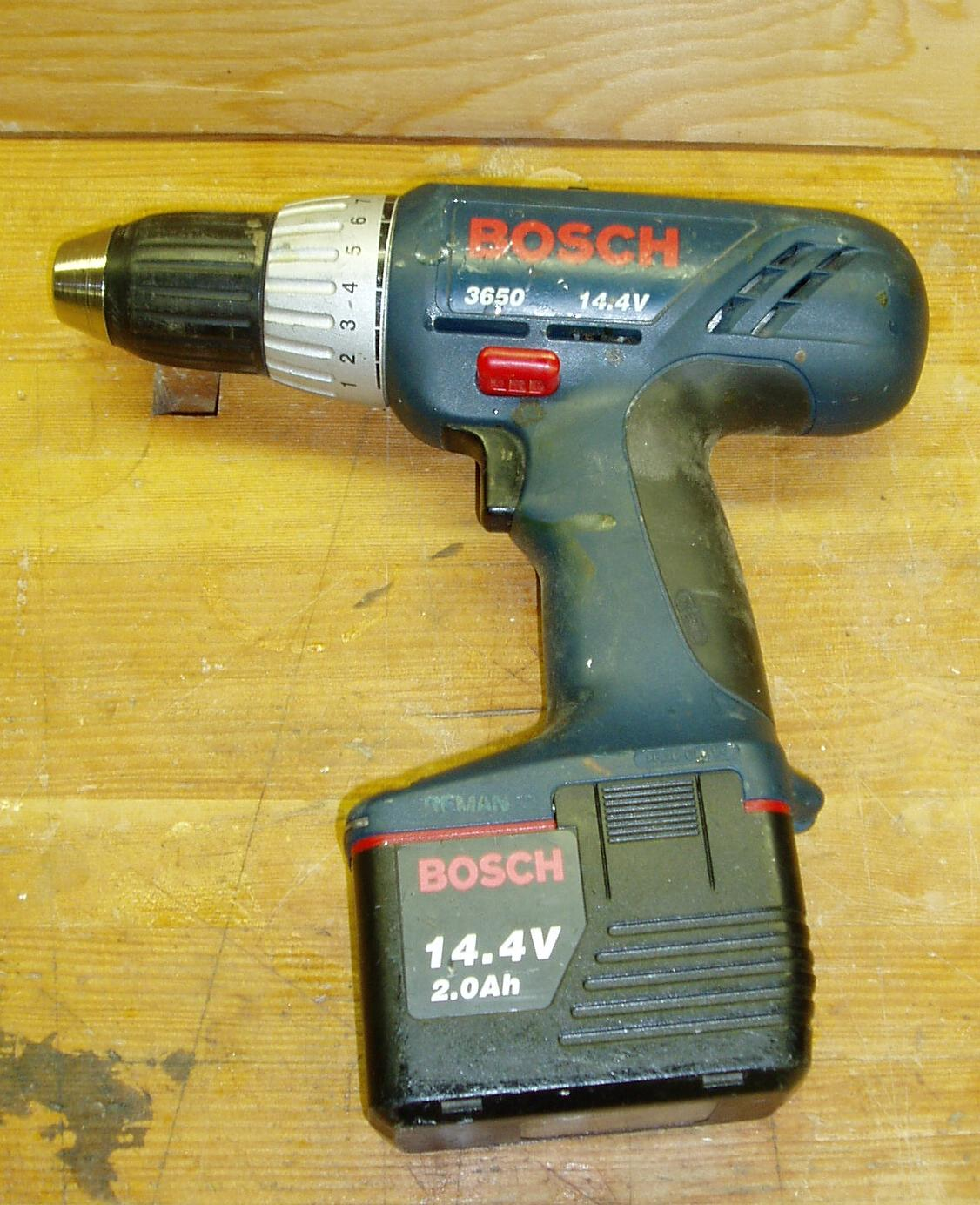
Furadeira manual à bateria

As furadeiras manuais podem ser úteis aos mais diversos usos na indústria e no lar. São máquinas extremamente versáteis. Servem como furadeiras, esmeratrizes, marteletes, parafusadeiras além de outros usos que dependem da criatividade do usuário.
Basicamente, este tipo de furadeira é a evolução do antigo arco de pua: você só precisa colocar a broca no mandril, localizado na ponta da ferramenta, e fazer a perfuração necessária. Essas máquinas são disponíveis com alimentação elétrica, à bateria ou alimentação pneumática.

## Furadeira Eletropneumática Automática
As unidades de furar possuem acionamento eletropneumático com velocidade de usinagem regulável através do regulador hidráulico incorporado e "stop" mecânico regulável, garantindo a precisão de profundidade do furo processado. As unidades executam o avanço rápido de aproximação, avanço lento de usinagem e retorno rápido à posição de repouso, apresentando um funcionamento suave e silencioso. As posições de repouso e final de curso são monitoradas eletricamente.